# Daewoo K4
Daewoo K4 je južnokorejski 40 mm automatski bacač granata koji je veoma sličan američkom izvorniku Mk 19. Dizajnirao ga je i razvio S&T Motiv (bivši S&T Daewoo i Daewoo Precision Industries). Osim domaće vojske, K4 koriste i libijske oružane snage.

## Korisnici
- Južna Koreja: primarni korisnik.[1]
- Libija: prvi strani kupac s kojim je u lipnju 2009. ugovorena prodaja K4 bacača granata koji se počeo izvoziti krajem prosinca iste godine.[2] Vrijednost cijelog posla je iznosila 940.000 USD.[2]

## Vidjeti također
- AGS-17 Plamya
- H&K GMG
- Mk 19
- Zastava BGA